# Hristina Obradović
Hristina Obradović (in serbo Христина, nato Velika Obradović) (Trebigne, 20 dicembre 1931) è una religiosa serba, suora della Chiesa ortodossa serba e badessa del Monastero di Ljubostinja.

## Biografia
La badessa Hristina (Obradović) è nata il 20 dicembre 1931 a Sedlari vicino a Trebinje dai pii genitori Dušan e Janja e al battesimo le è stato dato il nome Velika. Crebbe e fu allevata in una famiglia virtuosa e pia dell'Erzegovina, ammirava il fratello maggiore Milorad, che venne al Monastero di Žiča nell'autunno del 1939 e divenne monaco a Ovčara, nel monastero della Santissima Trinità nel 1945. , con il nome monastico Hristifor, così decise e venne al monastero per dedicare la sua vita a Dio.
Entrata nel monastero della Santissima Trinità vicino a Ovčar per visitare suo fratello, Velika arrivò nel 1944 al monastero di Jovanje con l'aiuto di suo fratello. Lì, a Jovanje, rimase novizia fino al 1947, come sorella esemplare nella sua obbedienza. Poi da Jovanje si trasferì al Monastero di Ljubostinja sotto la badessa Varvara (Milenović), e si unì alla vita e all'obbedienza di quel monastero. Come governante, guida un'auto e svolge molti compiti e doveri del monastero. È stata ordinata suora a Ljubostinja nel 1951 dall'allora vescovo di Šumadija, signor Valerijan (Stefanović), e le è stato dato il nome Hristina.
Dopo la morte del capo del monastero, la badessa Varvara (Milenović), il 21 maggio 1995. Per decisione del vescovo di Šumadija, signor Sava (Vuković), e della confraternita, è stata scelta come terza badessa del Monastero di Ljubostinja, di cui è alla guida da 29 anni.